# Alexander Selkirk
Alexander Selkirk, født Selcraig (født 1676, død 13. december 1721) var en skotsk sømand, der tilbragte mere end fire år som skibbruden på en ubeboet ø. Hans oplevelser har sandsynligvis været inspiration for Daniel Defoe, da denne skrev Robinson Crusoe.

## Biografi
Alexander Selkirk var søn af en skomager og garver og var som ung noget af et brushoved, der primært gjorde sig negativt bemærket i samfundet. 
Han stod til søs og kom med på en ekspedition, der søgte at fange pirater, og i 1703 påmønstrede han handelsgaleonen Cinque Ports som styrmand. Med dette skib var han i oktober det følgende år på togt i det sydlige Stillehav, da det stod ind ved den ubeboede øgruppe Juan Fernández-øerne for at skaffe forsyninger og drikkevand.
Selkirk udtrykte store tvivl om skibets sødygtighed, og han valgte at blive tilbage, da det skulle videre, idet han regnede med at blive samlet op af et andet skib, der kom forbi. Da Cinque Ports fortsatte, fortrød Selkirk meget hurtigt sin beslutning, men han var ikke i stand til at få kontakt med skibet, der i øvrigt sank ca. en måned senere, hvorved størstedelen af besætningen omkom.

### Livet i ensomhed
Selkirk overvurderede muligheden for at komme om bord på et andet skib, og han kom til at tilbringe fire år og fire måneder på øen. Med sig havde han en musket, krudt, træværktøj, en kniv, en bibel og sit tøj.
I starten blev han på stranden, da han var bange, grænsende til det paranoide, for de lyde, som kom fra øens indre. Han brugte den første tid på at spejde efter skibe, mens han spiste skaldyr og i øvrigt oparbejdede en depression og selvmedlidenhed. Han måtte dog fortrække fra stranden, da en stor gruppe søløver samlede sig her for at parre sig. 
Det viste sig at gøre livet betydeligt bedre for Selkirk, da han på den måde blev fortrængt til øens indre. Her var mange flere muligheder for at få mad: Vilde geder, der var indført af tidligere søfolk, gav ham mælk og kød, og en række frugter og grønsager samt krydderier gav afveksling.
I starten blev han plaget af (ligeledes indførte) rotter, der gnavede i ham om natten, men det lykkedes ham at tæmme nogle vilde katte, der hjalp med at holde rotteplagen nede.
Efterhånden begyndte han at udnytte materialerne til at bygge hytter, og han brugte en del tid på at læse Bibelen højt for sig selv som trøst og for at holde sit sprog ved lige. Efterhånden som hans tøj blev slidt op, lavede han nyt tøj af gedeskind, og her kom opvæksten hos hans garvende far ham til glæde, idet han var i stand til at give skindet en ordentlig behandling.
Inden hans redning var to skibe kommet til øen, men da de begge var spanske og Storbritannien og Spanien var på krigsfod, frygtede han mere for sin skæbne ved at vise sig end ved at blive, så han holdt sig skjult, mens skibene lå for anker.
2. februar 1709 kom så omsider redningen, idet kaptajnen på skibet Duke fik øje på Selkirk på øen. Selkirk var overstadig af lykke, og med de færdigheder, han havde oparbejder under sit ophold på øen, fangede han flere geder, hvis kød hjalp med til få besætningens svagelige tilstand genoprettet. Kaptajnen lod efterfølgende Selkirk få kommandoen over et af de skibe, som Duke tog som prise.
Nogle år senere, i 1713, blev Selkirk interviewet af journalisten Richard Steele, der skrev en berømt artikel om Selkirk i "The Englishman". Selkirk vendte efter endnu et par år tilbage til sin fødeby, men blev kun kortvarigt, idet han stak af med en 16-årig pige til London. Parret blev tilsyneladende ikke gift, og snart efter drog Selkirk igen til søs. Under et kortere ophold i Plymouth giftede han sig med en enke, der havde en kro, men han fortsatte som sømand, og han endte som løjtnant på det kongelige skib Weymouth. Om bord på dette skib pådrog han sig i lighed med andre fra besætningen gul feber, som kostede ham livet. Han fik en sømandsbegravelse til søs ud for Afrikas vestkyst.

## Minder
En japansk-ledet ekspedition søgte omkring 2000 efter Selkirks lejr på øen, og de fandt et navigationsinstrument fra hans samtid, som med stor sandsynlighed tilhørte Selkirk. 
I 1966 blev den ø, hvorpå Selkirk havde boet officielt døbt Robinson Crusoe øen, men den vestligste af Juan Fernández-øerne blev døbt Alejandro Selkirk øen, selv om Selkirk sandsynligvis aldrig satte sine ben på øen.